# Bindows
Bindows es un framework comercial de desarrollo para AJAX y Web 2.0 Rich Internet Applications. Las principales características de este framework son que puede generar aplicaciones web con la misma apariencia de las aplicaciones Windows y que las aplicaciones Bindows no requieren que el usuario realice descargas, es zero-footprint (no es necesario Java, Flash, plug-ins, o ActiveX).
El framework Bindows está basado en HTML dinámico, el lenguaje de programación es JavaScript, utiliza como plantillas para las pantallas archivos XML llamados Application Description Files (ADF), y se ejecuta sólo del lado del cliente. 
Cuando una aplicación web es ejecutada, los scripts son descargados desde el servidor (archivos js y XML), y son ejecutados en el lado del cliente).
El framework sigue el estilo de programación de Swing (Java) y el Document Object Model (DOM). Los nombres de las clases comienzan con el prefijo 'Bi', por ejemplo, BiObject, BiRadioButton, etc. El nombre Bindows proviene de la combinación de Business Intelligence (BI) y Windows. BI es uno los intereses de MB Technologies, responsable de crear el framework.
Las aplicaciones Bindows son ajenas a:
- Servidor: cualquier servidor (Java, .NET, PHP, etc., puede ser usado con Bindows)
- Plataforma Backend: Cualquier hardware o software backend
- Sistema operativo: Cualquier sistema operativo puede ser usado en el cliente (mientras posea un navegador)
- Lenguaje de programación: Cualquier lenguaje es soportado. Bindows soporta Unicode.
- Navegador: la mayoría de los navegadores son soportados (por ejemplo, Internet Explorer 5.5 o superior, Mozilla Firefox 1.4 y superiores, Netscape 7.1 y superiores, K-Meleon, y Camino)

Bindows soporta los siguientes widgets:
| - Labels (etiquetas) - buttons (botones) - checkboxs - radio buttons (radio botones) - textareas (áreas de texto) - menús (menús) - toolbars (barra de herramientas) - statusbar (barra de estado) - tooltips | - grillas - trees (árboles) - controles deslizantes - spinners - barras de progreso - gauges - mapa de imágenes - live vector graphics. |

## Charting y Gráfico de Vectores
Bindows soporta charting del lado del cliente, escalable y dinámico (animaciones), las cuales fueron diseñadas para ser fácilmente extendible y mejoradas:
- Line charts
- Columns and bars
- Pie charts
- Stacked columns and bars
- Percentage stacked columns and bars
- Gauges
- Grids

Gráfico de Vectores
Bindows posee soporte genérico de SVG implementado en charts, graphs, gauges y muchos más en VML y SVG. Bindows presenta una API unificada, orientada a objetos, para crear gráficos de negocio en todos los navegadores que lo soportan. Los desarrolladores pueden crear gráficos complejos sin necesidad de lidiar con todos los diferentes formatos en los navegadores. Live sample

## Biblioteca de Animación
La biblioteca de animación de Bindows permite agregar animaciones a cualquier componente. De esta manera se puede crear efectos visuales, como por ejemplo botones parpadeantes, fade-ins, fade-outs, movimiento animaciones, y cambios de tamaño. Las animaciones puede ser sincronizadas entre sí, y pueden usar varias curvas de aceleración. Una simple API permite crear objetos animator, y luego asociarlos a componentes para hacerlos animados.

## Gauges Avanzados
La biblioteca de clases BiGauge2 es una clase orientada a objetos para crear dinámicos y avanzados gauges que pueden contener muchos rangos, escalas, y agujas dinámicas actualizables. También tiene clases para crear degradés avanzados, fondos y fondos de imagen. Debido a que los gauges son creados usando vectores gráficos, también se puede actualizar dinámicamente casi cualquier propiedad del gauge, incluyendo las agujas. Esto permite la presentación casi en tiempo real de la información.

## Accesibilidad Section-508
Bindows 2.0 es el primer framework Ajax con el soporte mejorado para section 508 de accesibilidad. Bindows 2.0 permite al desarrollador alcanzar cualquier audiencia efectivamente y eficientemente construyendo aplicaciones Ajax y Web 2.0 que siguen los estándares gubernamentales e internacionales para accesibilidad.
El framework Bindows permite el desarrollo de aplicaciones Ajax y Web 2.0 que funcionan con lectores de pantalla, como JAWS, sin necesidad de bajar o instalar nada (zero-footprint).

## Internalización y Localización
Bindows provee soporte completo para internalización y localización. Aplicaciones de Bindows localizadas (incluyendo localización combinadas) son utilizadas alrededor del globo.

## Próxima Release
La próxima release de Bindows (code name "Torne") incluirá:
- Data binding de dos-direcciones
- Herramienta de desarrollo visual

## Versiones
- 0.9  - 2003 de agosto
- 1.1  - 2004 de febrero
- 1.20 - 2004 de agosto
- 1.25 - 2004 de noviembre
- 1.3 - 2005 de febrero
- 1.5 - 2005 de julio
- 1.51 - 2005 de septiembre
- 2.0 - 2006 de junio
- 2.5 - 2006 de octubre
- 2.55 - 2006 de diciembre
- 3.0 - 2007 de mayo
- Torne (code name) - en 2007

## Herramientas Adds-on
- Bindows Benchmarking - available (free)
- Bindows Linker
- Bindows Compiler
- Bindows IntelliJ Plugin